# Heteronotus albopunctus
Heteronotus albopunctus är en insektsart som beskrevs av Boulard 1980. Heteronotus albopunctus ingår i släktet Heteronotus och familjen hornstritar. Inga underarter finns listade i Catalogue of Life.